# Jiří Daler
Jiří Daler (Brno, 8 de marzo de 1940) es un deportista checoslovaco que compitió en ciclismo en las modalidades de pista, especialista en las pruebas de persecución, y ruta.
Participó en dos Juegos Olímpicos de Verano, obteniendo en Tokio 1964 una medalla de oro, en la prueba de persecución individual, y el quinto lugar en persecución por equipos, y el quinto lugar en México 1968, en persecución por equipos.
Ganó cuatro medallas en el Campeonato Mundial de Ciclismo en Pista entre los años 1964 y 1967.

## Medallero internacional
| Juegos Olímpicos   | Juegos Olímpicos         | Juegos Olímpicos  | Juegos Olímpicos            |
| Año                | Lugar                    | Medalla           | Competición                 |
| ------------------ | ------------------------ | ----------------- | --------------------------- |
| 1964               | Tokio (Japón)            | Medalla de oro    | Persecución individual      |
| Campeonato Mundial |                          |                   |                             |
| Año                | Lugar                    | Medalla           | Competición                 |
| 1964               | París (Francia)          | Medalla de bronce | Persecución individual (A)  |
| 1965               | San Sebastián (España)   | Medalla de bronce | Persecución por equipos (A) |
| 1966               | Fráncfort (RFA)          | Medalla de plata  | Persecución individual (A)  |
| 1967               | Ámsterdam (Países Bajos) | Medalla de bronce | Persecución individual (A)  |

## Palmarés
- 1964
  - Medalla de oro a los Juegos Olímpicos de Tokio en persecución individual 
  - Medalla de bronce al Campeonato del Mundo de ciclismo en pista en persecución
- 1965
  - Medalla de bronce al Campeonato del Mundo de ciclismo en pista en persecución por equipos
- 1966
  - Medalla de plata al Campeonato del Mundo de ciclismo en pista en persecución
- 1967 
  - Medalla de bronce al Campeonato del Mundo de ciclismo en pista en persecución